# 財前淳
財前 淳（ざいぜん あつし、1999年6月26日 - ）は、福岡県出身のサッカー選手。ポジションはMF、FW。グラーツァーAK所属。

## 経歴
2018年1月にイタリアに遠征した高円宮杯U-18プレミアリーグ選抜チームのメンバー。京都サンガFCU-18では10番を背負ったが、トップチーム昇格は叶わなかった。2018年5月に練習参加したFCヴァッカー・インスブルックへ同年7月に加入。2018-19シーズンはオーストリア・ブンデスリーガのトップチーム所属でありながら、エアステリーガのセカンドチーム（U-23）でプレーした。2年目からはオーストリア・ブンデスリーガ2部に降格したトップチームの主力としてプレーした。
2021年4月29日、FCヴァッカー・インスブルックと契約を1年延長することが発表された。
2022年1月末、チーム内で行われた紅白戦で左膝前十字靭帯損傷の怪我を負い、戦線離脱を余儀なくされる。
2022年6月2日、オーストリア・ブンデスリーガ2部に属するグラーツァーAKと1年の延長オプション付きの2年契約をしたことが発表された。
2024年1月14日、グラーツァーAKとの契約が2025年の夏まで延長された事と、同リーグに所属するSKUアムシュテッテンに2024年6月までの期限付きで移籍することが発表された。
2024年8月31日(現地時間)のTSVハルトベルク戦でオーストリア・ブンデスリーガ1部初ゴールを決めた。

## 所属クラブ
ユース経歴
- 小倉南F.C.ジュニアユース
- 京都サンガF.C.U-18

プロ経歴
- 2018年 - 2019年  FCヴァッカー・インスブルック U-23
- 2019年7月 - 2022年6月  FCヴァッカー・インスブルック
- 2022年7月 -  グラーツァーAK
  - 2024年1月 - 2024年6月  SKUアムシュテッテン（期限付き移籍）